# Sclerophrys kisoloensis
Espèce
Synonymes
- Bufo regularis kisoloensis Loveridge, 1932
- Bufo kisoloensis Loveridge, 1932
- Amietophrynus kisoloensis (Loveridge, 1932)
- Bufo regularis marakwetensis Roux, 1936 "1935"

Statut de conservation UICN

 LC  : Préoccupation mineure
Sclerophrys kisoloensis est une espèce d'amphibiens de la famille des Bufonidae.

## Répartition
Cette espèce se rencontre entre 1 500 et 3 000 m d'altitude de manière discontinue, :
- dans les zones montagneuses du centre et de l'Ouest du Kenya ;
- dans le Sud-Ouest de l'Ouganda ;
- dans l'Ouest de la Tanzanie, dans les monts Mahale ;
- dans le Nord-Ouest du Rwanda ;
- dans l'Est de la République démocratique du Congo ;
- dans le Nord-Est de la Zambie.
- dans le Nord du Malawi, dans les monts Misuku ;

Sa présence est incertaine au Burundi.

## Description
Le mâle holotype mesure 62 mm et la femelle paratype 84 mm.

## Étymologie
Son nom d'espèce, composé de kisolo et du suffixe latin -ensis, « qui vit dans, qui habite », lui a été donné en référence au lieu de sa découverte, le village de Kisolo dans le district de Kabale en Ouganda.

## Publication originale
- Loveridge, 1932 : Eight new toads of the genus Bufo from East and Central Africa. Occasional Papers of the Boston Society of Natural History, vol. 8, p. 43-53 (texte intégral).